# Jeu de combat motorisé

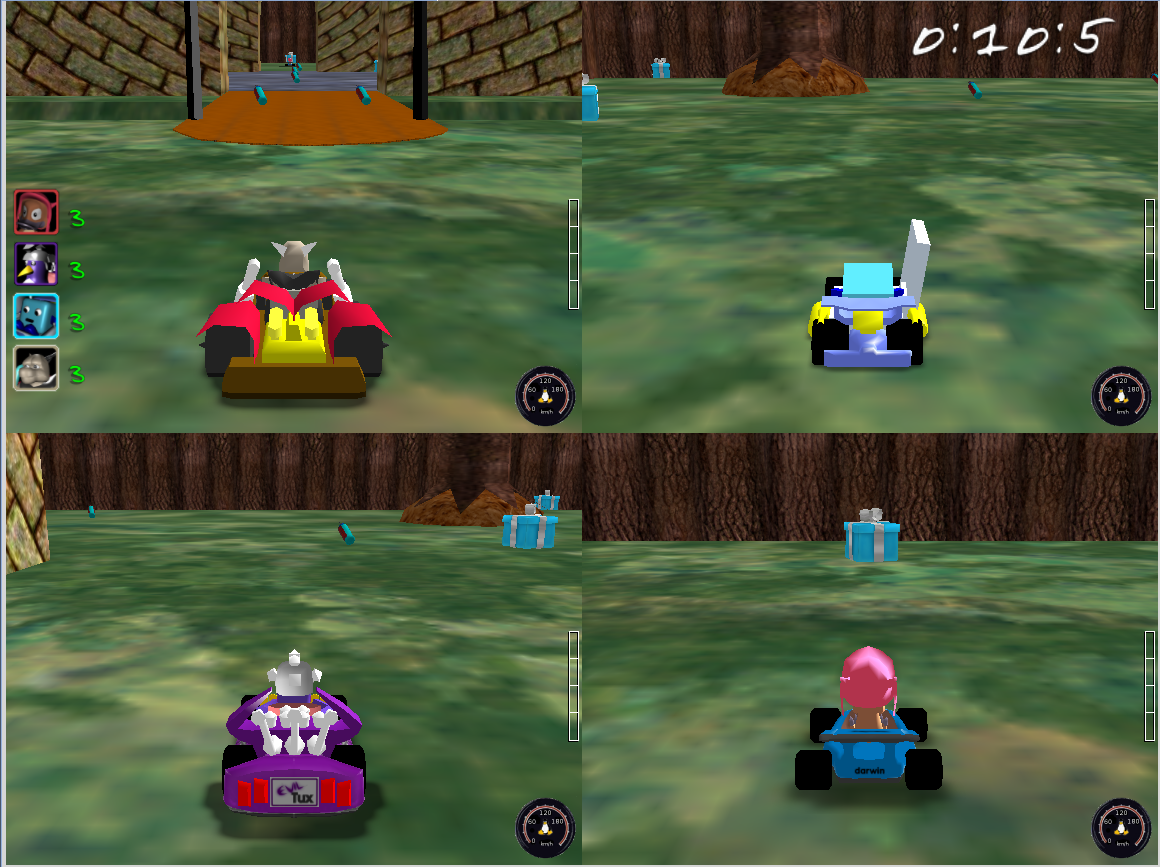
Mode combat à quatre du jeu libre Super Tux Kart, fortement inspiré de Mario Kart 64.

Le jeu de combat motorisé est un genre de jeu vidéo dont le gameplay consiste à conduire un véhicule souvent armé et de le faire combattre contre d'autres véhicules qu'il doit détruire. Il est associé au genre du jeu d'action et, dans une moindre mesure, au genre du jeu de simulation.
Ce type de jeu peut se dérouler en arène mais il peut aussi se retrouver dans des jeux de course, sur des circuits où l'objectif du joueur est de terminer premier à la fois par son pilotage et sa capacité à combattre ses adversaires.
Le combat motorisé peut être une composante de gameplay d'un genre plus large comme celui des GTA-like par exemple. 
Il peut concerner tout type de véhicule : voitures, motos, véhicules nautiques, véhicules futuristes (engins volants et, par extension, vaisseaux spatiaux et mechas)...

## Exemple de jeux
- Blur
- Burnout
- Carmageddon
- Chase H.Q.
- Crash Team Racing
- Death Rally
- Destruction Derby
- Interstate '76
- Jak X
- Mario Kart
- MegaRace
- Rally-X
- Re-Volt
- Rocket League
- Road Rash
- RoadBlasters
- Rock N' Roll Racing
- Rollcage
- Split/Second Velocity
- Spy Hunter
- Twisted Metal
- Vigilante 8
- Wipeout
- World of Tanks